# Ellen Drew
Ellen Drew (23 de novembro de 1914 - 3 de dezembro de 2003) foi uma atriz estadunidense. Um dos filmes mais notáveis de Drew foi Natal em Julho (1940), escrito e dirigido por Preston Sturges e no qual ela contracenou com Dick Powell.

## Biografia
Nascida Esther Loretta Ray em Kansas City, Missouri, Drew mudou-se para Chicago com sua família e depois para Hollywood. Contratada pela Paramount Studios, ela apareceu em pequenos papéis em vários filmes até sua estreia em 1938, contracenando com Bing Crosby em Sing You Sinners. No mesmo ano, ela apareceu com Ronald Colman em If I Were King.
Drew apareceu em diversos outros filmes na década de 1940, como em Natal em Julho (1940), Buck Benny Rides Again (1940) ao lado de Jack Benny, The Monster and the Girl (1941) e Reaching for the Sun (1941). Um de seus últimos trabalhos na Paramount antes de se mudar para a RKO foi The Remarkable Andrew (1942). Drew foi então escalada para interpretar a personagem Louise Thompson em China Sky (1945) e Connie McBride na comédia romântica de Man Alive (1945), dirigido por Ray Enright. Outro papel que ela interpretou foi o de Thea em Isle of the Dead (1945) de Mark Robson.
No Columbia Studios, ela fez os filmes Johnny O'Clock (1947) e The Swordsman (1948). Drew contracenou com Glenn Ford no western The Man from Colorado. Na década de 1950, com sua carreira cinematográfica entrou em declínio, e ela começõu a trabalhar como atriz de televisão. Entre seus papéis finais estão o de Julia Webberly no episódio "The Case of the Larcenous Lady" da série Perry Mason de 1960.

## Morte
Drew morreu em 3 de dezembro de 2003, em Palm Desert, Califórnia aos 89 anos. Ela foi cremada e suas cinzas espalhadas no mar.

## Filmografia
- The Return of Sophie Lang (1936) como Secretaria (sem créditos)
- Yours for the Asking (1936) (sem créditos)
- My American Wife (1936) como Convidada da festa (sem créditos)
- Hollywood Boulevard (1936) como Terry Ray (sem créditos)
- Lady Be Careful (1936) como Garota no veleiro
- Wives Never Know (1936) (sem créditos)
- Murder with Pictures (1936) como Papel secundário (sem créditos)
- The Big Broadcast of 1937 (1936) como Garota no telefone
- Rose Bowl (1936) como Mary Arnold (sem créditos)
- The Accusing Finger (1936) como Esposa
- College Holiday (1936) como Dançarina no trem (sem créditos)
- Murder Goes to College (1937) como Lil
- The Crime Nobody Saw (1937) como Secretaria (sem créditos)
- Internes Can't Take Money (1937) como Enfermeira (sem créditos)
- Make Way for Tomorrow (1937) como Usherette (sem créditos)
- Turn Off the Moon (1937) como Papel secundário (sem créditos)
- Night of Mystery (1937) como Secretaria
- Hotel Haywire (1937) como Telefonista (sem créditos)
- Mountain Music (1937) como Helen (sem créditos)
- This Way Please (1937) como Corista (sem créditos)
- The Buccaneer (1938) (sem créditos)
- Scandal Street (1938) (sem créditos)
- Dangerous to Know (1938) como Secretaria
- Cocoanut Grove (1938) como Recepcionista da estação de rádio (sem créditos)
- You and Me (1938) como Caixa
- Sing You Sinners (1938) como Martha Randall
- If I Were King (1938) como Huguette
- The Lady's from Kentucky (1939) como Penelope 'Penny' Hollis
- The Gracie Allen Murder Case (1939) como Ann Wilson
- The Escape (1939) como Repórter (sem créditos)
- Geronimo (1939) como Alice Hamilton
- French Without Tears (1940) como Diana Lake
- Women Without Names (1940) como Joyce King
- Buck Benny Rides Again (1940) como Joan Cameron
- Christmas in July (1940) como Betty Casey
- Texas Rangers Ride Again (1940) como Ellen 'Slats' Dangerfield
- The Mad Doctor (1941) como Linda Boothe
- The Monster and the Girl (1941) como Susan Webster
- Reaching for the Sun (1941) como Rita
- The Parson of Panamint (1941) como Mary Malloy
- Our Wife (1941) como Babe Marvin
- The Night of January 16th (1941) como Kit Lane
- The Remarkable Andrew (1942) como Peggy Tobin
- My Favorite Spy (1942) como Teresa 'Terry' Kyser
- Star Spangled Rhythm (1942) como ela mesma (sem créditos)
- Ice-Capades Revue (1942) como Ann Porter
- Night Plane from Chungking (1943) como Ann Richards
- The Impostor (1944) como Yvonne
- And the Angels Sing (1944) (sem créditos)
- That's My Baby! (1944) como Betty Moody
- Dark Mountain (1944) como Kay Downey
- China Sky (1945) como Louise Thompson
- Isle of the Dead (1945) como Thea
- Man Alive (1945) como Connie McBride
- Sing While You Dance (1946) como Susan Kent
- Crime Doctor's Manhunt (1946) como Irene Cotter
- Johnny O'Clock (1947) como Nelle Marchettis
- The Swordsman (1948) como Barbara Glowan
- The Man from Colorado (1948) como Caroline Emmet
- The Crooked Way (1949) como Nina Martin
- Davy Crockett, Indian Scout (1950) como Frances Oatman
- The Baron of Arizona (1950) como Sofia de Peralta
- Stars in My Crown (1950) como Harriet Gray
- Cargo to Capetown (1950) como Kitty Mellar
- The Great Missouri Raid (1951) como Bee Moore
- Man in the Saddle (1951) como Nan Melotte
- Outlaw's Son (1957) como Ruth Sewall
- The Millionaire episódio "The Julia Conrad Story" (1959) como Julia Conrad